# 19e Screen Actors Guild Awards
De 19e Screen Actors Guild Awards, waarbij prijzen werden uitgereikt voor uitstekende acteerprestaties in film en televisie voor het jaar 2012, gekozen door de leden van SAG-AFTRA, vonden plaats op 27 januari 2013 in het Shrine Auditorium in Los Angeles. De prijs voor de volledige carrière werd uitgereikt aan Dick Van Dyke.

## Film

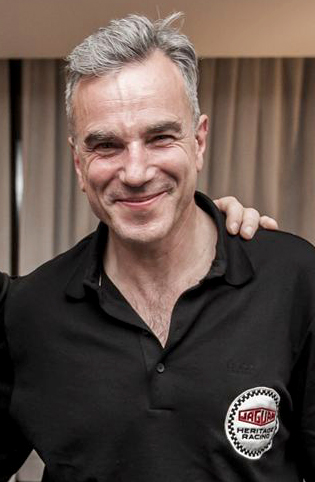
Daniel Day-Lewis (Lincoln), winnaar mannelijke acteur in een hoofdrol

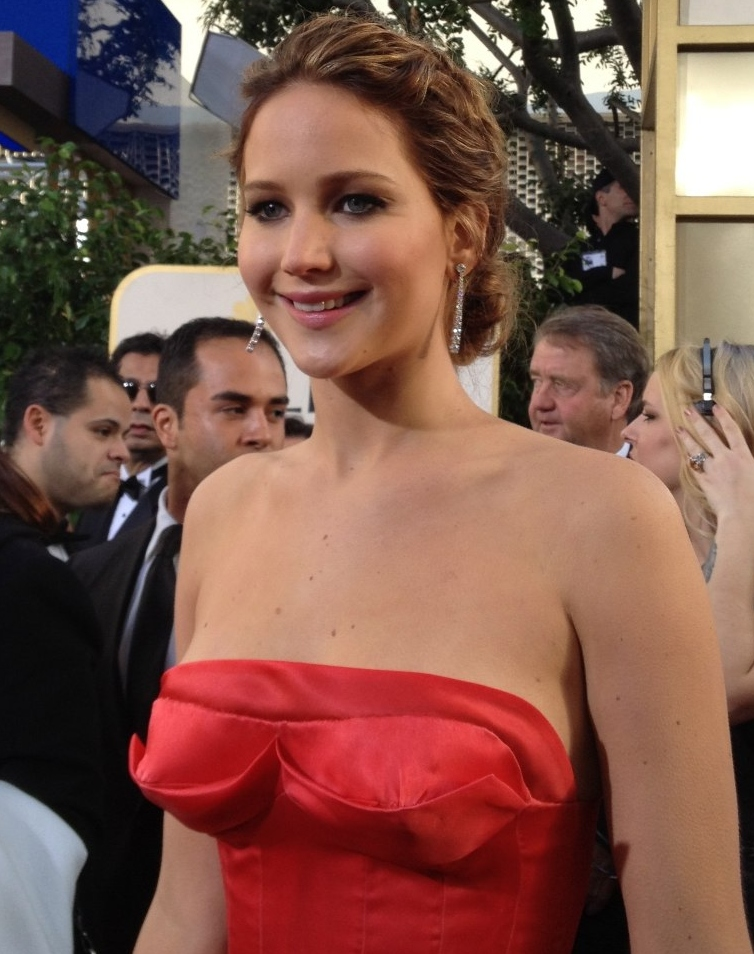
Jennifer Lawrence (Silver Linings Playbook), winnaar vrouwelijke acteur in een hoofdrol

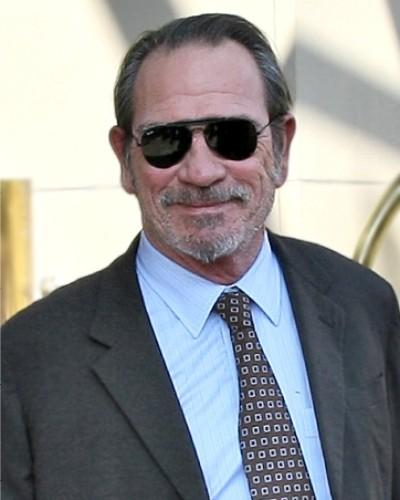
Tommy Lee Jones (Lincoln), winnaar mannelijke acteur in een bijrol

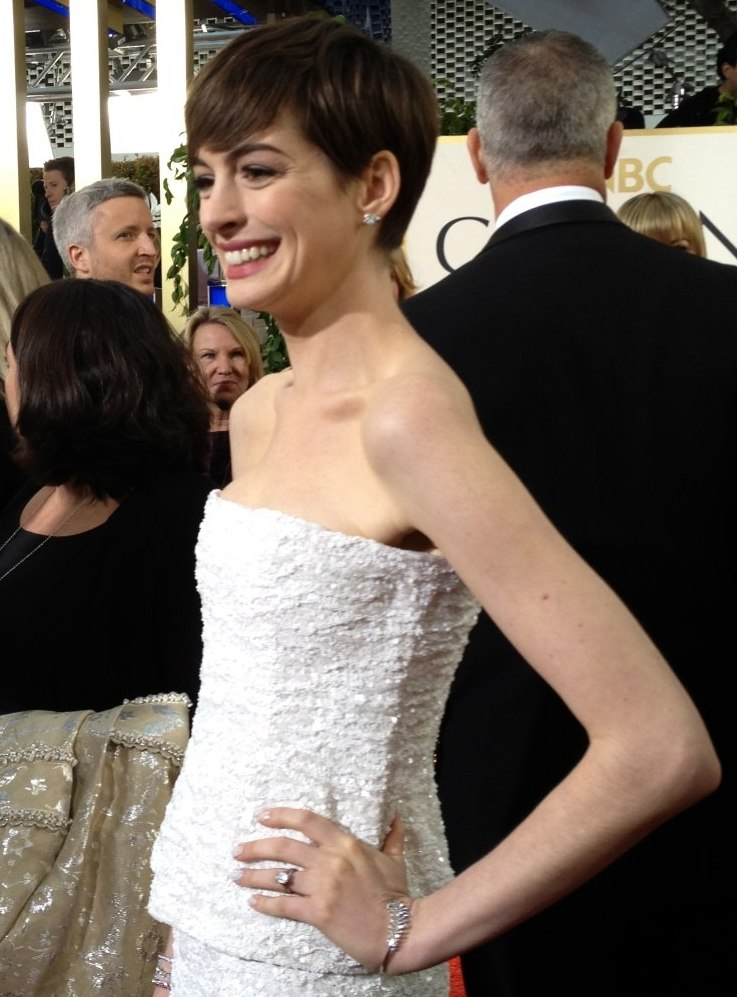
Anne Hathaway - Les Misérables), winnaar vrouwelijke acteur in een bijrol

De winnaars staan bovenaan in vet lettertype.

#### Cast in een film
Outstanding Performance by a Cast in a Motion Picture
- Argo
  - The Best Exotic Marigold Hotel
  - Les Misérables
  - Lincoln
  - Silver Linings Playbook

#### Mannelijke acteur in een hoofdrol
Outstanding Performance by a Male Actor in a Leading Role
- Daniel Day-Lewis - Lincoln
  - Bradley Cooper - Silver Linings Playbook
  - John Hawkes - The Sessions
  - Hugh Jackman - Les Misérables
  - Denzel Washington - Flight

#### Vrouwelijke acteur in een hoofdrol
Outstanding Performance by a Female Actor in a Leading Role
- Jennifer Lawrence - Silver Linings Playbook
  - Jessica Chastain - Zero Dark Thirty
  - Marion Cotillard - Rust and Bone
  - Helen Mirren - Hitchcock
  - Naomi Watts - The Impossible

#### Mannelijke acteur in een bijrol
Outstanding Performance by a Male Actor in a Supporting Role
- Tommy Lee Jones - Lincoln
  - Alan Arkin - Argo
  - Javier Bardem - Skyfall
  - Robert De Niro - Silver Linings Playbook
  - Philip Seymour Hoffman - The Master

#### Vrouwelijke acteur in een bijrol
Outstanding Performance by a Female Actor in a Supporting Role
- Anne Hathaway - Les Misérables
  - Sally Field - Lincoln
  - Helen Hunt - The Sessions
  - Nicole Kidman - The Paperboy
  - Maggie Smith - The Best Exotic Marigold Hotel

#### Stuntteam in een film
Outstanding Action Performance by a Stunt Ensemble in a Motion Picture
- Skyfall
  - The Amazing Spider-Man
  - The Bourne Legacy
  - The Dark Knight Rises
  - Les Misérables

## Televisie

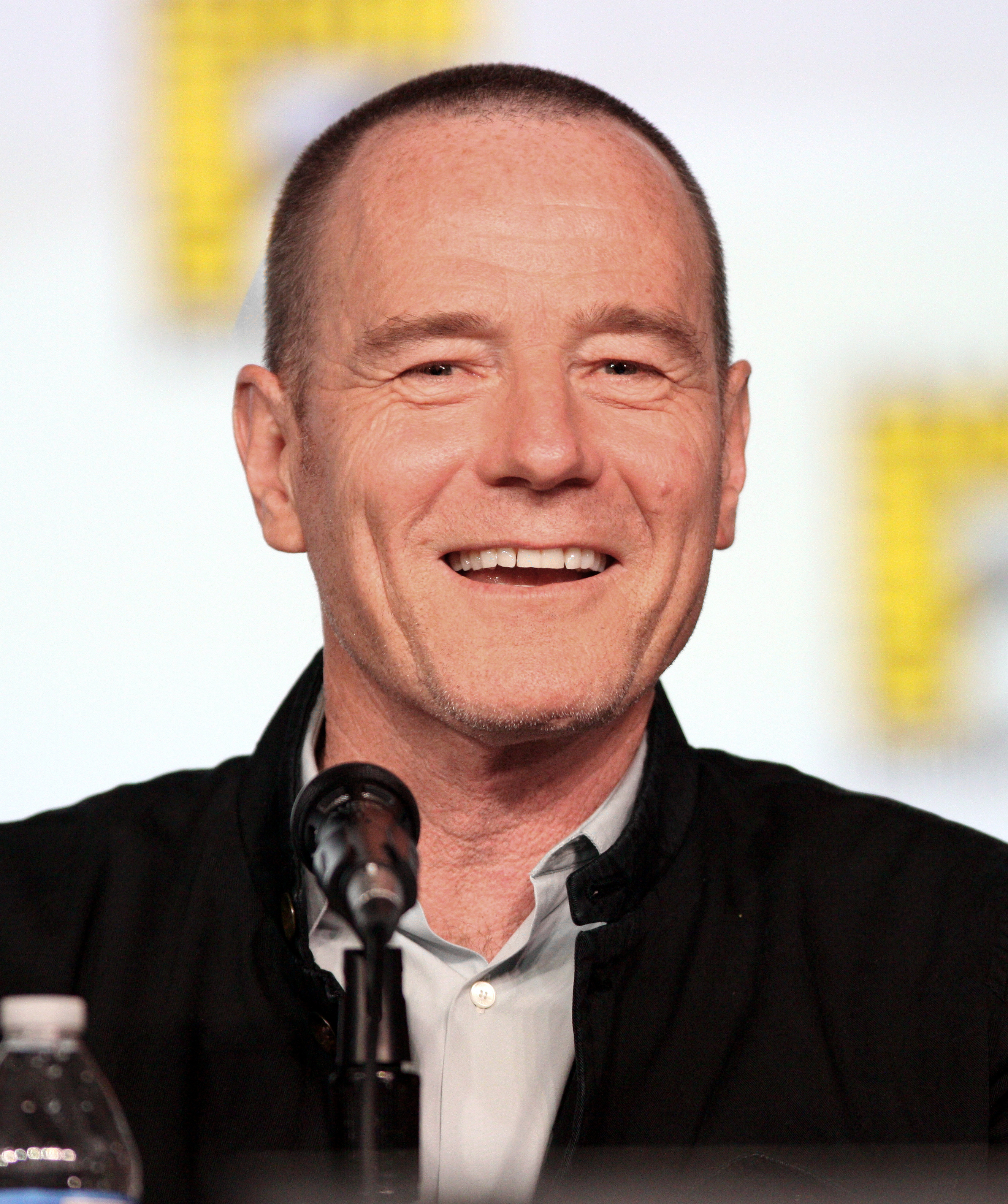
Bryan Cranston (Breaking Bad), winnaar mannelijke acteur in een dramaserie

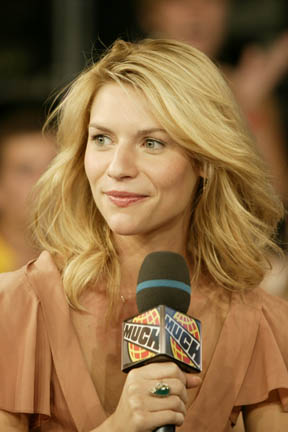
Claire Danes (Homeland), winnaar vrouwelijke acteur in een dramaserie

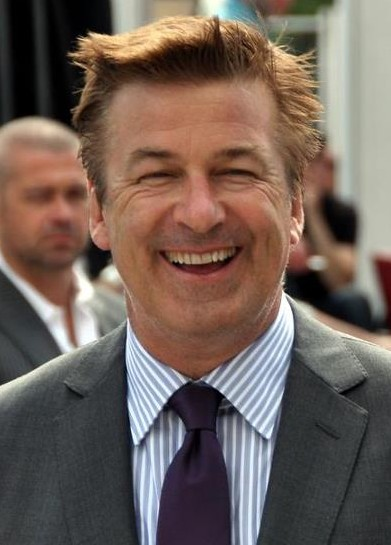
Alec Baldwin (30 Rock), winnaar mannelijke acteur in een komedieserie

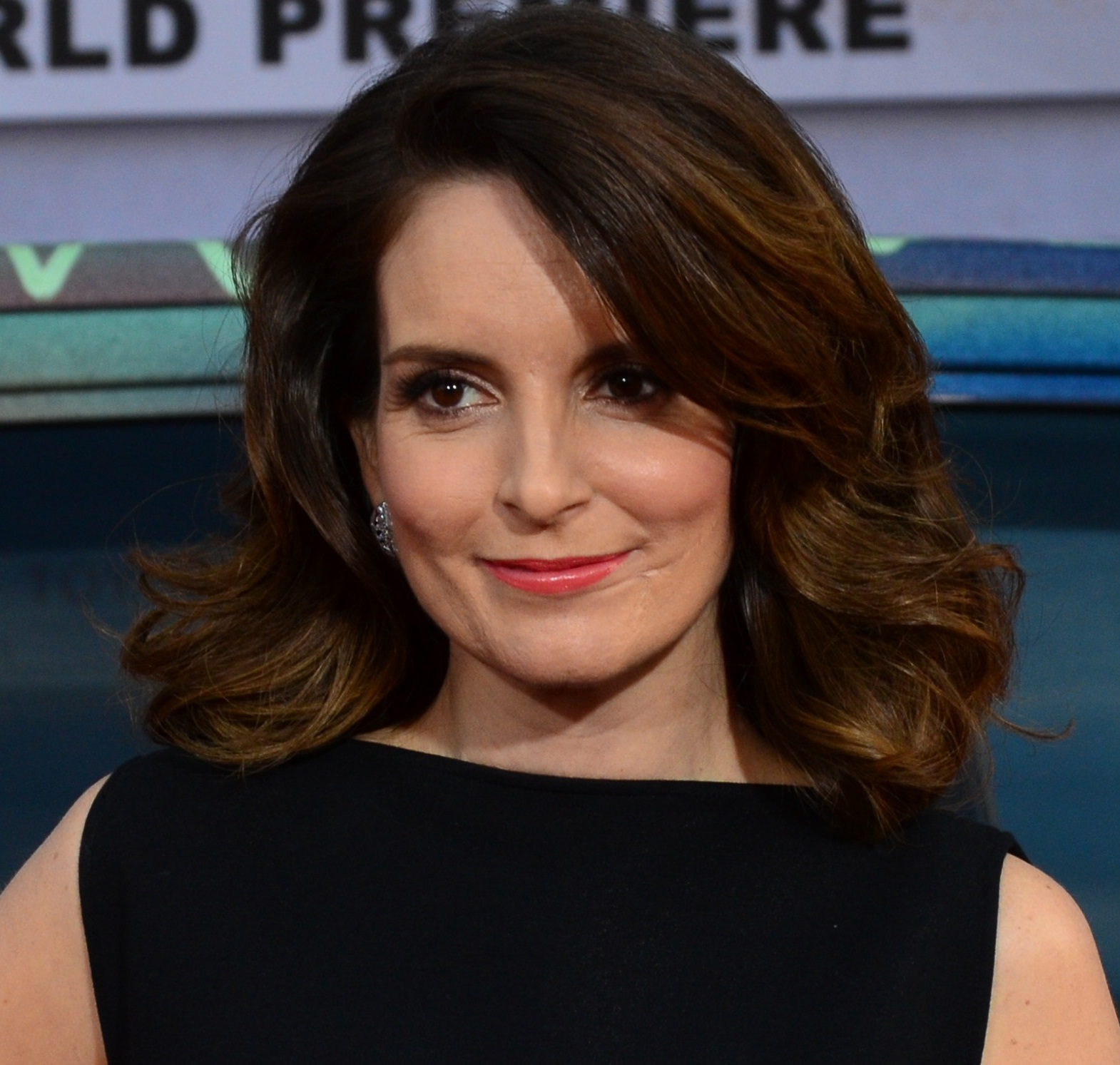
Tina Fey (30 Rock), winnaar vrouwelijke acteur in een komedieserie

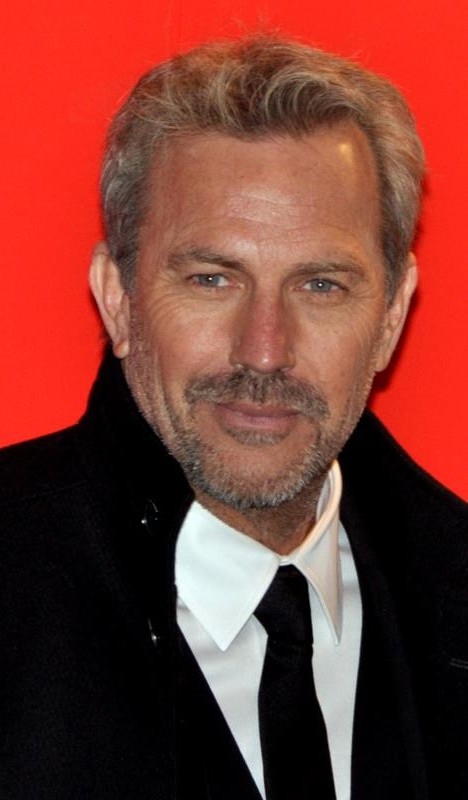
Kevin Costner (Hatfields & McCoys), winnaar mannelijke acteur in een miniserie of televisiefilm

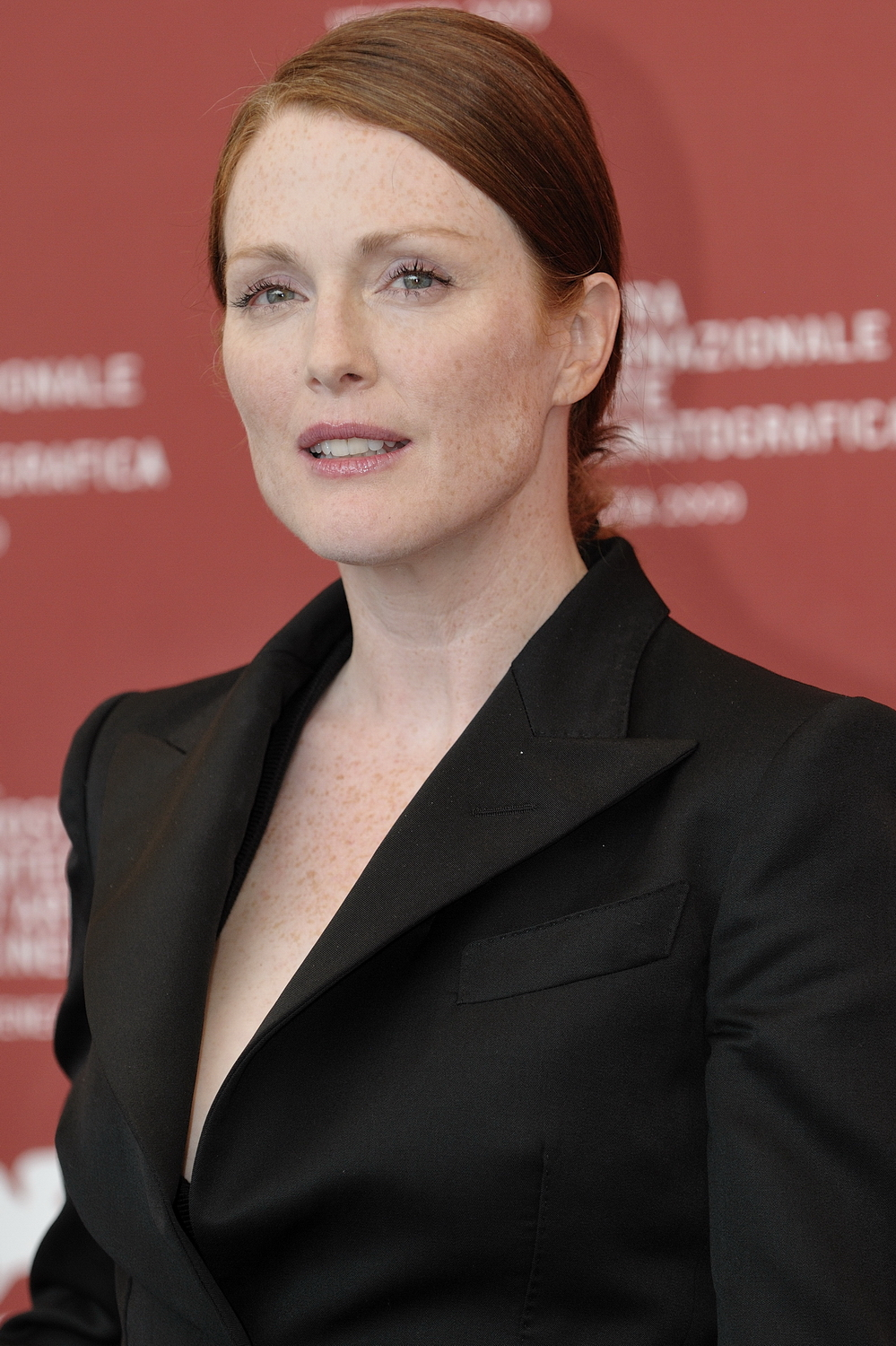
Julianne Moore (Game Change), winnaar vrouwelijke acteur in een miniserie of televisiefilm

De winnaars staan bovenaan in vet lettertype.

#### Ensemble in een dramaserie
Outstanding Performance by an Ensemble in a Drama Series
- Downton Abbey
  - Boardwalk Empire
  - Breaking Bad
  - Homeland
  - Mad Men

#### Mannelijke acteur in een dramaserie
Outstanding Performance by a Male Actor in a Drama Series
- Bryan Cranston - Breaking Bad
  - Steve Buscemi - Boardwalk Empire
  - Jeff Daniels - The Newsroom
  - Jon Hamm - Mad Men
  - Damian Lewis - Homeland

#### Vrouwelijke acteur in een dramaserie
Outstanding Performance by a Female Actor in a Drama Series
- Claire Danes - Homeland
  - Michelle Dockery - Downton Abbey
  - Jessica Lange - American Horror Story: Asylum
  - Julianna Margulies - The Good Wife
  - Maggie Smith - Downton Abbey

#### Ensemble in een komedieserie
Outstanding Performance by an Ensemble in a Comedy Series
- Modern Family
  - 30 Rock
  - The Big Bang Theory
  - Glee
  - Nurse Jackie
  - The Office

#### Mannelijke acteur in een komedieserie
Outstanding Performance by a Male Actor in a Comedy Series
- Alec Baldwin - 30 Rock
  - Ty Burrell - Modern Family
  - Louis C.K. - Louie
  - Jim Parsons - The Big Bang Theory
  - Eric Stonestreet - Modern Family

#### Vrouwelijke acteur in een komedieserie
Outstanding Performance by a Female Actor in a Comedy Series
- Tina Fey - 30 Rock
  - Edie Falco - Nurse Jackie
  - Amy Poehler - Parks and Recreation
  - Sofía Vergara - Modern Family
  - Betty White - Hot in Cleveland

#### Mannelijke acteur in een miniserie of televisiefilm
Outstanding Performance by a Male Actor in a Television Movie or Miniseries
- Kevin Costner - Hatfields & McCoys
  - Woody Harrelson - Game Change
  - Ed Harris - Game Change
  - Clive Owen - Hemingway & Gellhorn
  - Bill Paxton - Hatfields & McCoys

#### Vrouwelijke acteur in een miniserie of televisiefilm
Outstanding Performance by a Female Actor in a Television Movie or Miniseries
- Julianne Moore - Game Change
  - Nicole Kidman - Hemingway & Gellhorn
  - Charlotte Rampling - Restless
  - Sigourney Weaver - Political Animals
  - Alfre Woodard - Steel Magnolias

#### Stuntteam in een televisieserie
Outstanding Action Performance by a Stunt Ensemble in a Television Series
- Game of Thrones
  - Boardwalk Empire
  - Breaking Bad
  - Sons of Anarchy
  - The Walking Dead